# Ядурайя Водеяр
Ади Ядурайя (позднее — Виджая Раджа Водеяр) (1371—1423) — первый раджа княжества Майсура (1399—1423). Правитель Виджаянагарской империи Харихара II (1377—1404) назначил своего вассала и ставленника Ядурайю правителем Майсурского княжества в 1399 году, чтобы подавить оппозицию Далвоев. Далвои были расформированным кланом императорских военачальников, советников и министров, которые активно действовали в Виджаянагарской империи до и после Харихары II и Ядурайя.

## Принятие власти и подавление оппозиции
Виджаянагарский махараджа Харихара II боролся против восстания индуистской династии Реддис из Кондавиду. Единственной другой потенциальной угрозой империи были Далвои. Поэтому он передал полномочия наместника Майсура Ядурайе. Последний успешно подавил сопротивление Далвоев. Он победил и убил главного Далвоя, Мару Найаку из Каругахалли, недалеко от Майсура, который узурпировал власть в районе Майсура, став таким образом первым признанным и официальным правителем этого места.
После смерти махараджи Харихары II в 1404 году Ядурайя продолжал своё правление в Майсуре. Он сохранил свои владения во время нестабильных времен империи Виджаянагара и во время беспорядков, пр императорах Вирупакше Рае (1404—1405) и Букке Рае II (1405—1406). После Букки Рая II на виджаянагарский престол вступил император Дева Рая I (1406—1422), который смог восстановить порядок и стабильность в империи.
После смерти Девы Рая в 1422 году в Виджаянагарскую империю вернулись неопределенность и нестабильность. На императорском престоле сменили друг друга два его сына, Рамачандра Рая (1422) и Вира Виджая Букка Рая (1422—1424). Ядурайя Водеяр смог сохранить и усилить Майсурское княжество.
Ядурайя правил в Майсуре под властью шести императоров Виджаянагара, заложив фундамент сбалансированной власти для того, чтобы в будущем Майсур стал одним из самых могущественных королевств Южной Индии.
Он умер в 1423 году. Ему наследовал его старший сын, Чамараджа Водеяр I (1423—1459).